# Margarita Ramos Quintana
Margarita Isabel Ramos Quintana (Teror, 3 de febrero de 1958) es una investigadora y catedrática española especializada en Derecho del trabajo y de la Seguridad social. En 2022, el Cabildo insular de Tenerife reconoció su labor por su trabajo en el área de igualdad entre mujeres y hombres en el ámbito laboral a través del premio Fifede a la Igualdad en el Empleo 'Ellas'.

## Trayectoria
Nació en Los Arbejales, en Teror, en 1958, y es hija de Juana Quintana Quintana y Daniel Ramos Nuez. Estudió en la Universidad de La Laguna (ULL) donde se licenció en Derecho en 1982, y posteriormente se doctoró con la tesis titulada El trabajo de los extranjeros en España en 1987. En 2000, fue nombrada catedrática en Derecho del trabajo y de la Seguridad social en la Universidad de La Laguna.
Ramos ha ocupado diferentes cargos públicos e institucionales. En la Universidad de La Laguna fue Directora del Departamento de Derecho Financiero y Tributario de 1994 a 1996, Directora del Máster en Prevención de Riesgos Laborales, y Decana de la Facultad de Derecho entre 1996 y 1999. Fuera del entorno académico, fue consejera de Empleo, Industria y Comercio del Gobierno de Canarias desde 2011 a 2013. Posteriormente, en 2019, fue la Directora del Instituto Universitario de Estudios de Las Mujeres de la Universidad de La Laguna, cargo que ocupó hasta 2021. Desde ese año, fue nombrada presidenta del Patronato de la Fundación CajaCanarias.
Ha visitado universidades nacionales, como la Universidad de Salamanca, y extranjeras, como la Universidad de Bolonia, la Universidad de Lyon o la Universidad de Saint-Etienne, para desarrollar diversos proyectos de investigación jurídica. Además, ha publicado numerosas obras con aportaciones en el campo del Derecho del trabajo y de la Seguridad social, campos en los que es experta. Ha participado en programas de formación de la Organización Internacional del Trabajo (OIT) y en la evaluación de la investigación en España.
Como experta las migraciones internacionales y derecho español y el internacional en materia laboral, política social y económica es asesora del gobierno en sus relaciones con Europa y África y realiza dictámenes especializados en estas áreas. En 2009, Ramos fue designada por el Gobierno de España miembro experto del Consejo Económico y Social.

## Reconocimientos
En 2013, el Ayuntamiento de Teror invitó a Ramos a ser la pregonera de las Fiestas Patronales de Gran Canaria. De esta manera, se convirtió en la primera mujer nacida en Teror que pregonó las fiestas de la patrona de la Diócesis de Canarias en la Plaza del Pino, con el título Una fiesta con nombre de mujer. Unos años después, en julio de 2019, el Ayuntamiento de Teror nombró a Ramos Hija Predilecta de la ciudad.
Ese mismo año, en 2019, Ramos recibió el Premio de Investigación de la Universidad de La Laguna, que reconoce la trayectoria científica de una persona atendiendo a los méritos expresados en su currículo. Además, la Inspección de Trabajo y Seguridad Social de Canarias le otorgaron un reconocimiento en representación de la Cátedra de Derecho del Trabajo y Seguridad Social de la Universidad de La Laguna, en la Subdelegación del Gobierno en Santa Cruz de Tenerife con motivo de la celebración del día de la patrona del cuerpo de inspectores.
En 2022, el Cabildo Insular de Tenerife reconoció la labor de Ramos y de la entidad Cajasiete, en materia de igualdad de oportunidades entre mujeres y hombres en el ámbito laboral, en la sexta edición de los 'Premios Fifede a la Igualdad en el Empleo Ellas 2022'.

## Obra
- 1993 – El deber de paz laboral: su regulación en la ley y en el convenio colectivo. Civitas. ISBN 84-470-0125-3.[25]
- 2002 – La garantía de los derechos de los trabajadores: inderogabilidad e indisponibilidad. Lex Nova. ISBN 84-8406-453-0.[26]
- 2003 – Marco legal de la inmigración. Situación del colectivo inmigrante con permiso de trabajo. Consejo Económico y Social de Andalucía. ISBN 84-688-4899-9.[27]
- 2007 – Subcontratación de obras o servicios y transmisión empresarial. Bomarzo. ISBN 978-84-96721-15-9.[28]
- 2015 – La responsabilidad laboral de los grupos de empresas. Bomarzo. ISBN 978-84-16608-02-7.[29]
- 2017 – Riesgos psicosociales y organización de la empresa. Aranzadi Thomson Reuters. ISBN 978-8491774457.[30]